# The George Carlin Show
The George Carlin Show est une sitcom américaine créée par George Carlin et Sam Simon, diffusée sur Fox entre le 16 janvier 1994 et le 16 juillet 1995.

## Distribution

### Acteurs principaux
- George Carlin : George O'Grady
- Alex Rocco : Harry Rossetti
- Paige French : Sydney Paris
- Christopher Rich : Dr Neil Beck
- Anthony Starke : Jack Donahue
- Mike Hagerty : Frank MacNamara

### Acteurs récurrents
- Susan Sullivan : Kathleen Rachowski
- Phil LaMarr : Bob Brown
- Matt Landers : Larry Pinkerton
- Iqbal Theba : Inzamamulhaq Siddiqui

### Acteurs invités
- Charles Cyphers : Officier Bill Koski
- L. Pete Callender : Henry
- Mimi Kennedy : Judith
- Heather Elizabeth Parkhurst : Heather
- Melinda Clarke : Christy
- Brian Markinson : Harvey
- Carlos Gómez : Rafael
- Harriet Sansom Harris : Anya
- Ron Taylor : Norman
- Adrienne Barbeau : Barbara Rossetti
- Roger Bart : le fils perdu de George
- Susan Blakely : Dr Overbrook
- Roy Brocksmith : Charles
- Drew Carey : l'épidémiologiste
- Dan Castellaneta : un passager
- Tommy Chong : Rhodes
- Brian Doyle-Murray
- Jenna Elfman : la fille psychédélique
- Michael Fairman : le commissionnaire
- Ashley Gardner : Dot
- James Gleason
- Doris Grau : maman
- Clark Gregg : papa
- James Handy : père Garrity
- Larry Hankin : Kenny
- Chick Hearn : lui-même
- John Michael Higgins : Dan Goodwin
- Evander Holyfield : lui-même
- Brandy Ledford : Tammi
- Marcia Mitzman Gaven
- Debra Mooney : Rosemarie
- Mark Moses : Brad
- Timothy Omundson : l'homme barbu
- Ray Stricklyn : Colonel LaBeau
- James Warwick
- Ellis Williams : le gars de la station essence
- Lori Alan : une infirmière
- Pat Harrington, Jr. : Brian
- Ping Wu : Nakatome

## Production

### Fiche technique
- Titre : The George Carlin Show
- Création : George Carlin et Sam Simon
- Réalisation : Jeff Melman, Rob Schiller, Sam Simon, Brian K. Roberts et Steve Zuckerman
- Scénario : Sam Simon, Jim McCoulf, Jeff Lowell, George Carlin, Robert Borden et Spike Feresten
- Direction artistique : Frank Gireco, Jr.
- Photographie : Gregg Heschong et Tony Yarlett
- Montage : Brian K. Roberts et Jerry Davis
- Musique : Roger Boyce et Chandler Travis
- Casting : Mark Saks
- Production : Michael Stanislavsky
  - Production exécutive : George Carlin, Sam Simon et Jerry Hamza
  - Production associée : Jean Zuhorski
  - Coproduction exécutive : Brian Pollack et Mert Rich
- Société de production : Sweet Freedom Productions, Main Sequence et Warner Bros. Television
- Société de distribution : Warner Bros. Television et Fox
- Pays d'origine :  États-Unis
- Langue originale : anglais
- Format : couleur - 1,78:1 - son Dolby Digital
- Genre : Sitcom
- Durée : entre 22 et 24 minutes

 Sauf indication contraire, les informations mentionnées dans cette section peuvent être confirmées par la base de données cinématographiques IMDb,  présente dans la section « Liens externes ».

## Épisodes

### Première saison (1994)
1. When Unexpected Things Happen to George
2. George Sees an Airplane
3. George Goes on a Date (Part 1)
4. George Goes on a Date (Part 2)
5. George Helps Sidney
6. George Expresses Himself
7. George Gets Some Money
8. George Destroys a Way of Life
9. George Loses His Thermos
10. George Digs Rock 'n' Roll Music
11. George Speaks His Mind
12. George Looks Down the Wrong End of a .38
13. George Plays a Mean Pinball
14. George Litfs the Holy Spirit

### Deuxième saison (1994-1995)
1. George Gets a Big Surprise
2. George Runs Into an Old Friend
3. George Goes Too Far
4. George Gets Hoist by His Own Petard
5. George Pulls the Plug
6. George Gets Caught in the Middle
7. George Really Does It This Time
8. George Shoots Himself in the Foot
9. George Does a Bad Thing
10. George Puts On a Happy Face
11. George Helps a Friend
12. George Tells the Truth
13. George Likes a Good War